# Lydia Wideman
Lydia Wideman (Vilppula, 17 mei 1920 - Tampere, 13 april 2019) was een Fins langlaufer.

## Carrière
Wideman werd in 1952 de eerste vrouwelijke olympisch kampioen bij het langlaufen door de tien kilometer te winnen. In februari 2018, na het overlijden van Durward Knowles, werd Wideman de oudste levende olympisch kampioen.

## Belangrijkste resultaten

### Olympische Winterspelen
| Editie | Plaats | Resultaten |
| ------ | ------ | ---------- |
| 1952   | Oslo   | 10 km      |

### Wereldkampioenschappen langlaufen
| Jaar | Plaats | Resultaten |
| ---- | ------ | ---------- |
| 1952 | Oslo   | 10 km      |